# Kerstin Rudolph
Kerstin Rudolph es una deportista alemana que compitió en duatlón. Ganó dos medallas en el Campeonato Europeo de Duatlón, en los años 1996 y 1997.

## Palmarés internacional
| Campeonato Europeo | Campeonato Europeo          | Campeonato Europeo | Campeonato Europeo |
| Año                | Lugar                       | Medalla            | Prueba             |
| ------------------ | --------------------------- | ------------------ | ------------------ |
| 1996               | Mafra (Portugal)            | Medalla de bronce  | Individual         |
| 1997               | Glogów Malopolski (Polonia) | Medalla de plata   | Individual         |